# Bellegarde-en-Marche
 Bellegarde-en-Marche  es una comuna (municipio) de Francia, en la región de Lemosín, departamento de Creuse, en el distrito de Aubusson.Es la cabecera del cantón de su nombre, aunque Mainsat es la comuna más poblada del mismo.
Su población en el censo de 1999 era de 425 habitantes.
Está integrada en la Communauté de communes Auzances-Bellegarde-en-Marche.

## Demografía
| 404 | 413 | 417 | 407 | 425 | 425 |
| Para los censos de 1962 a 1999 la población legal corresponde a la población sin duplicidades (Fuente: INSEE [Consultar]) |     |     |     |     |     |